# ホンモンジスゲ類
ホンモンジスゲ類 Carex pisiformis-complex はスゲ属の植物の1群。根出葉を多数出し、細い穂を出すもので、非常に変異に富み、分類には多くの異説がある。

## 概説
スゲ属は分類や同定が難しいことで知られるが、この群は特に難しいものである。日本から東アジアに広く分布し、基本的な特徴は共通ながら、細部で異なるものが多数存在する。地域による変異もあり、それぞれ各地域で珍しいものではなく、また複数のものが同一地域に見られることも多い。その分類は諸説あり、ほとんど全部を1種にまとめるものから多くを独立の種とする扱いまである。ホンモンジスゲはその代表的な種である。ゴンゲンスゲの名を取ることも多いが、この名は現在では標準和名とされていない。

## 共通の特徴
この群は分類上はスゲ属内でシバスゲ節 Sect. Praecces 、あるいはヌカスゲ節 Sect. Mitratae などに含まれ、いずれも名は違うがアオスゲやカンスゲなど、よく知られた種を含む大きい群であり、本群以外の種も多く含まれる。その共通する特徴は以下のようなものである。
- 頂小穂は雄性、側小穂は雌性、つまり花茎の先端に雄小穂が１つだけあり、それより下には雌性の小穂が複数付く。また小穂の基部にある苞は鞘がある。果胞は小柄。柱頭は3つに分かれ、痩果の先端、花柱の基部は広がって円盤状、円柱状、嘴状になっている。

その中で本群の特徴は以下の通りである。
- 多年生の草本で、多少とも束になって生じる。夏緑性か、または半常緑性[5]。株の基部には葉身のない鞘があり、後に多少繊維質に分解する。葉は細くて長く、幅0.5-4mm。花茎は細く、葉より高く伸び上がり、その中程度の位置より上に小穂を付ける。小穂は互いに離れて生じる。先端の雄小穂は棍棒状、雌性の側小穂は細長い円柱状で、ややまばらに多数の花をつける。果胞は楕円状卵形で数本の脈があり、先端は嘴状に突き出し、その先は2歯がある。

### 生育環境
丘陵地や森林内に生える。つまり湿地性ではない。湿地近くに出現するものもあるが、特にそのような環境に限られたものではなく、中には道路脇に出るものもある。

## 下位分類の特徴
上記のようにかなり共通の特徴でしっかり絞られているようではあるが、実際にはその内部での差違はかなり大きい。以下のような特徴の違いが見られる。
- 匍匐茎の有無

株元から横に伸びて新たな株を作る茎が出るものは、小さな株が間を置いて形成される形になり、出さないものはひとまとまりの大きな株になる。これは地理的変異として見られるものもあり、たとえばニシノホンモンジスゲは匍匐茎を出さないが、ごく近縁のミチノクホンモンジスゲはよく匍匐枝を出す。この中間に当たるのがコシノホンモンジスゲである。しかしながら群によってはこの特徴が生態的条件によって左右されると見られるものもあり、この場合、分類上の意味を持たない。
- 地上部基部の鞘の色

ごく淡いものから強く黒褐色に着色するものまであり、また赤みを帯びるものもある。例えば同種であるがその鞘の色から名付けられたものにベニイトスゲ（濃い赤褐色）、チャイトスゲ（黄褐色）、キイトスゲ（淡い黄褐色）などがある。
- 包の葉身部の長さ

包の先端の葉身の部分がそこに生じる小穂より長く伸びるもの、あるいはそれより短いものなどがある。
他にイトスゲなどは特に葉が細いことでその名があり、ただし現在は複数種を含む。またケスゲとケヒエスゲは植物体全体に毛があり、果包以外はほとんど無毛の他種と区別される。果胞に毛があるかどうかも安定した特徴とされる。

## 分布
この群の分布域は日本全域および中国中部からサハリン南部にかけて、広く連続的になっている。その各地で普通に見られるものである。
日本産のものはほとんどが日本固有種で、シロホンモンジスゲが朝鮮半島から中国まで、ケスゲが中国、サハリンイトスゲが千島列島からサハリン、アムールまで、イトスゲが朝鮮から台湾に分布する。なお、南西諸島や小笠原諸島には分布していない。

## 含まれる種
上記のように各地で普通種であり、地方変異が多く、また環境によっても変異が生じるため、むしろ標本収集の努力が行われておらず、少数の個体を元に記載されたり、各地の変異が独立に別種として記載されて来た経緯がある。それらを総合してまとめる説もあり、またある程度のものを独立の種と認める立場もあり、さらには新たな種の記載も行われてきた。
Koyama(1961)には以下のような種が上げられている。著者はこれら全て単一の種 C. pisiformis の変種ないし品種と見なし、和名をゴンゲンスゲとした。
- C. alterniflora　オオイトスゲ
  - var. fulva　キイトスゲ
  - var. sureo-brunnea　チャイトスゲ
- C. capilliformis
- C. conicoides　ワタリスゲ
- C. cuneata　ミチノクホンモンジスゲ
- C. duvariana　ケスゲ
- C. fernaldiana　イトスゲ
- C. mayebarana　ケヒエスゲ
- C. pineticola　マツカゼスゲ
- C. polyschoena　シロホンモンジスゲ
- C. pisiformis　ホンモンジスゲ
- C. stenostachys　ニシノホンモンジスゲ
- C. sachalinensis　ゴンゲンスゲ
- C. sikokiana　ベニイトスゲ
- C. tenuinervis　ツルナシオオイトスゲ

北村他(1987)はホンモンジスゲ C. pisiformis の下に亜種としてそれらほとんど（掲載されたもの全て）を含める扱いをしている。
他方で大井は改訂日本植物誌でゴンゲンスゲを基本種と見なして学名をC. sachalinensis とし、その下にほとんどを変種として含めながらも、イトスゲ、ホンモンジスゲ、ニシノホンモンジスゲ、ケスゲ、ツルナシオオイトスゲを独立の種と見なしている。
勝山(2005)は更に多くの種を認めており、ベニイトスゲやキイトスゲをオオイトスゲの下に置いたほかはほとんどを独立種としている。星野他(2011)ではほぼこれを継承しており、新しく追加されたものを含め、以下のようになっている。
- C. alterniflora
  - var. alterniflora シロイトスゲ
  - var. arimaensis アリマイトスゲ
  - var. aureobrunnea チャイトスゲ
  - var. elongatula クジュウスゲ
  - var. fulva キイトスゲ
  - var. rubrovaginata ベニイトスゲ
- C. conicoides ワタリスゲ
- C. clivorum ヤマオオイトスゲ
- C. daisenensis ダイセンスゲ
- C. duvaliana ケスゲ
- C. fernaldiana イトスゲ
- C. hakonemontana ハコネイトスゲ
- C. mayebarana ケヒエスゲ
- C. polyschoena シロホンモンジスゲ
- C. pisiformis ホンモンジスゲ
- C. sachalinensis
  - var. sachalinensis サハリンイトスゲ（旧ゴンゲンスゲ）
  - var. iwakiana コイトスゲ
  - var. longiuscula ミヤマアオスゲ
- C. stenostachys
  - var. stenostachys ニシノホンモンジスゲ
  - var. cuneata ミチノクホンモンジスゲ
  - var. ikegamiana コシノホンモンジスゲ
- C. tashiroana ノスゲ
- C. tenuinervis ツルナシオオイトスゲ

## 類似の群
カンスゲやヒメカンスゲ、ミヤマカンスゲはその近似種多数を含めて本群に似ているが、特にミヤマカンスゲは細長い雌小穂を付け、かなり似て見える。これらは常緑性で、大抵は本群より幅広くて硬い葉をつける。また本群のものが雌小穂を大抵は2つ、せいぜい3つ付けるのに対して、これらはもっと数多くの雌小穂を出すことが多い。同じ節に属するものにアオスゲやその近縁種群があるが、これらは遙かに小さいもので、小穂は花茎の先端近くに集中し、時に離れて基部からも出る。